# Nino Borsari
Nino Borsari (né le 4 avril 1911 à Cavezzo et mort le 31 mars 1996 à Carlton en Australie) est un coureur cycliste italien. Lors des Jeux olympiques de 1932, il a remporté la médaille d'or de la poursuite par équipes avec Paolo Pedretti, Alberto Ghilardi et Marco Cimatti. Il a ensuite été coureur professionnel de 1934 à 1936 et en 1948.

## Palmarès
- 1932
  -  Champion olympique de poursuite par équipes (avec Marco Cimatti, Paolo Pedretti et Alberto Ghilardi)
- 1934
  - 2e de Milan-Modène
- 1935
  - Circuito Emiliano-Lombardo